# Charles Bassey
Charles A. Bassey (ur. 28 października 2000 w Lagos) – nigeryjski koszykarz, występujący na pozycjach silnego skrzydłowego lub środkowego, od 2022 zawodnik San Antonio Spurs.
W 2016 wziął udział w meczu wschodzących gwiazd – Jordan Classic International, a w 2018 – Nike Hoop Summit. W pierwszym z wymienionych został wybrany MVP meczu. W 2017 wziął udział w turnieju Adidas Nations (4. miejsce).
24 października 2022 zawarł umowę z San Antonio Spurs na występy zarówno w NBA, jak i zespole G-League − Austin Spurs.

## Osiągnięcia
Stan na 3 października 2023, na podstawie, o ile nie zaznaczono inaczej.
NCAA
- Uczestnik turnieju NCAA (2021)
- Mistrz sezonu regularnego dywizji konferencji USA (2021)
- Koszykarz roku konferencji USA (2021)[5]
- Obrońca roku konferencji USA (2019, 2021)
- Najlepszy pierwszoroczny zawodnik konferencji USA (2019)
- Zaliczony do:
  - I składu:
    - konferencji USA (2019, 2021)
    - turnieju konferencji USA (2021)
    - defensywnego konferencji USA (2019, 2021)
    - najlepszych pierwszorocznych zawodników konferencji USA (2019)

  - III składu All-American (2021 przez USBWA)
  - składu honorable mention All-American (2021 przez Associated Press)
- Zawodnik tygodnia konferencji USA (2.12.2019, 7.03.2021, 25.01.2021, 18.01.2021, 11.01.2021, 21.12.2020, 14.12.2020, 30.11.2020)
- Najlepszy pierwszoroczny zawodnik tygodnia C-USA (12.11.2018, 4.03.2019, 18.02.2019, 11.02.2019, 4.02.2019, 28.01.2019, 31.12.2018, 10.12.2018, 19.11.2018, 10.03.2019)
- Lider konferencji USA:
  - wszech czasów w skuteczności rzutów z gry (59,7%)
  - w średniej:
    - zbiórek (11,6 – 2021)
    - bloków (3,1 – 2021)

  - liczbie:
    - zbiórek (340 – 2019, 325 – 2021)
    - bloków (87 – 2021)
    - celnych rzutów z gry (194 – 2021)

  - skuteczności rzutów z gry (62,7% – 2019, 59% – 2021)

Drużynowe
- Wicemistrz G-League (2022)

Indywidualne
- Zaliczony do:
  - I składu:
    - defensywnego G-League (2022)
    - debiutantów G-League (2022)

  - II składu G-League (2022)
- Uczestnik NBA G League Next Up Game (2023)